# Polongan
Polongan is een bestuurslaag in het regentschap Bangkalan van de provincie Oost-Java, Indonesië. Polongan telt 958 inwoners (volkstelling 2010).